# تشیمیتسه
تشیمیتسه (به چکی: Čímice) یک منطقهٔ مسکونی در جمهوری چک است که در ناحیه کلاتووی واقع شده‌است. تشیمیتسه ۶٫۶۶ کیلومتر مربع مساحت و ۱۵۲ نفر جمعیت دارد و ۴۸۰ متر بالاتر از سطح دریا واقع شده‌است.